# Astragalus newberryi
Astragalus newberryi är en ärtväxtart som beskrevs av Asa Gray. Astragalus newberryi ingår i släktet vedlar, och familjen ärtväxter.

## Underarter
Arten delas in i följande underarter:
- A. n. aquarii
- A. n. blyae
- A. n. escalantinus
- A. n. newberryi

## Bildgalleri

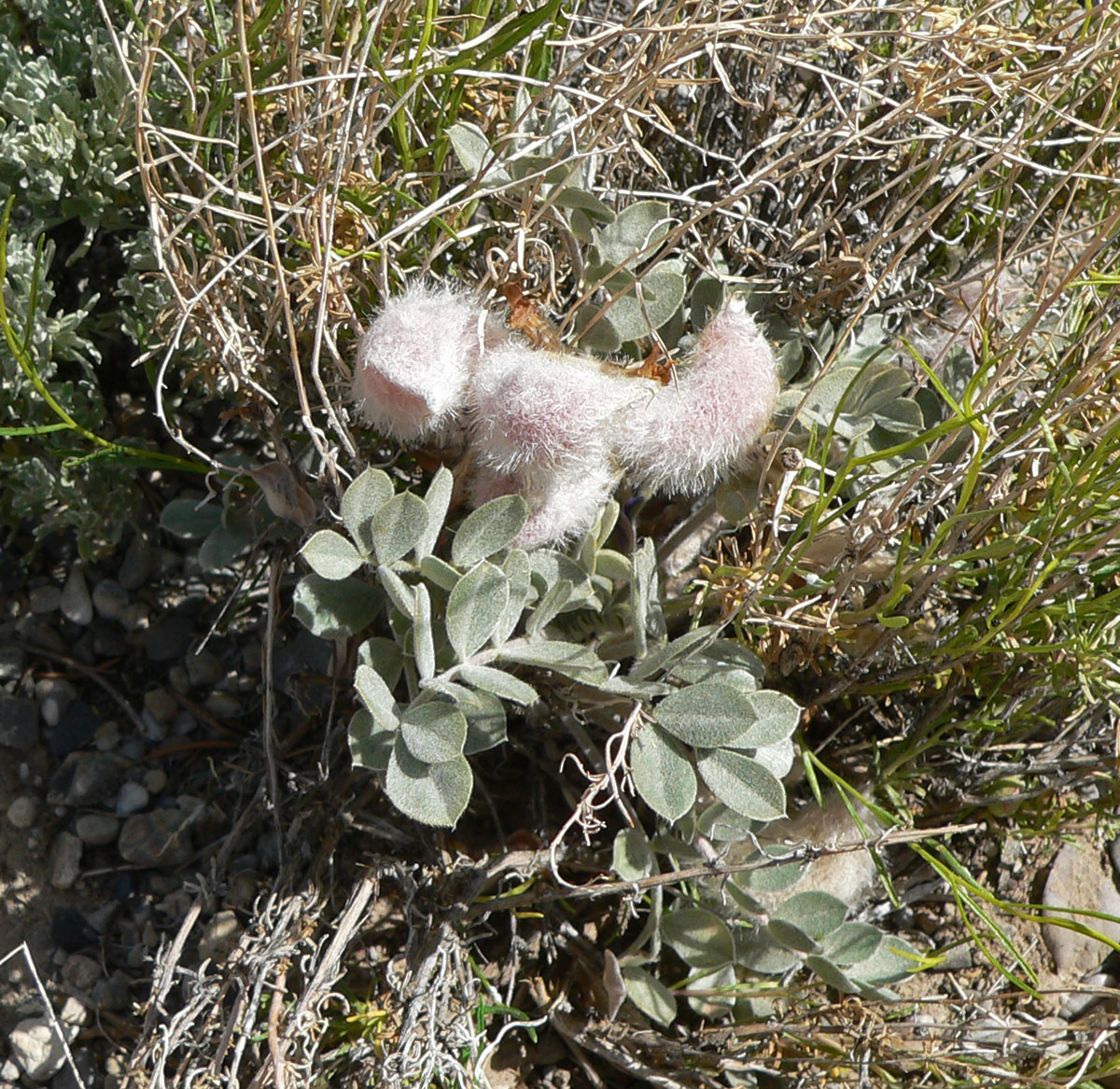
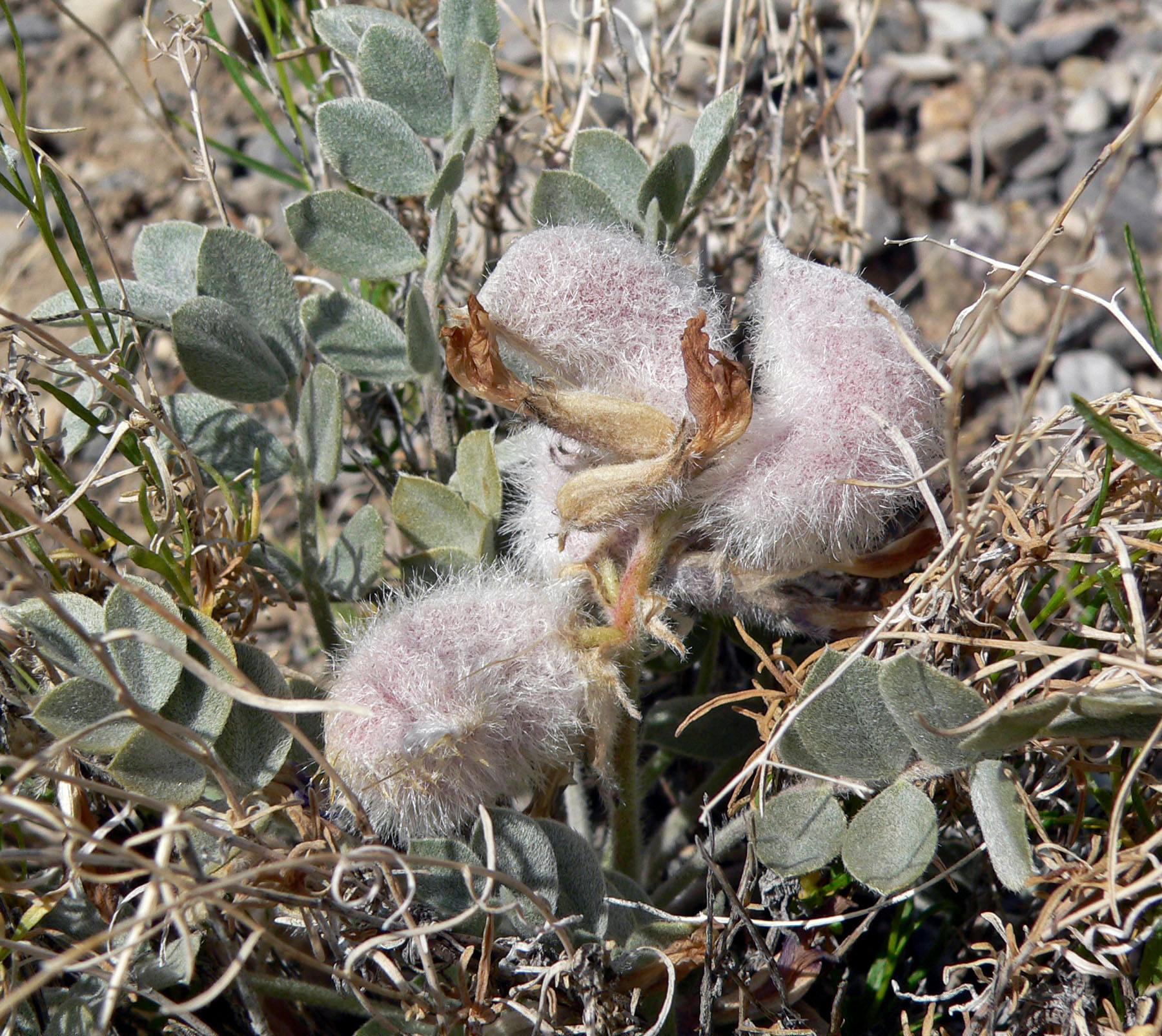
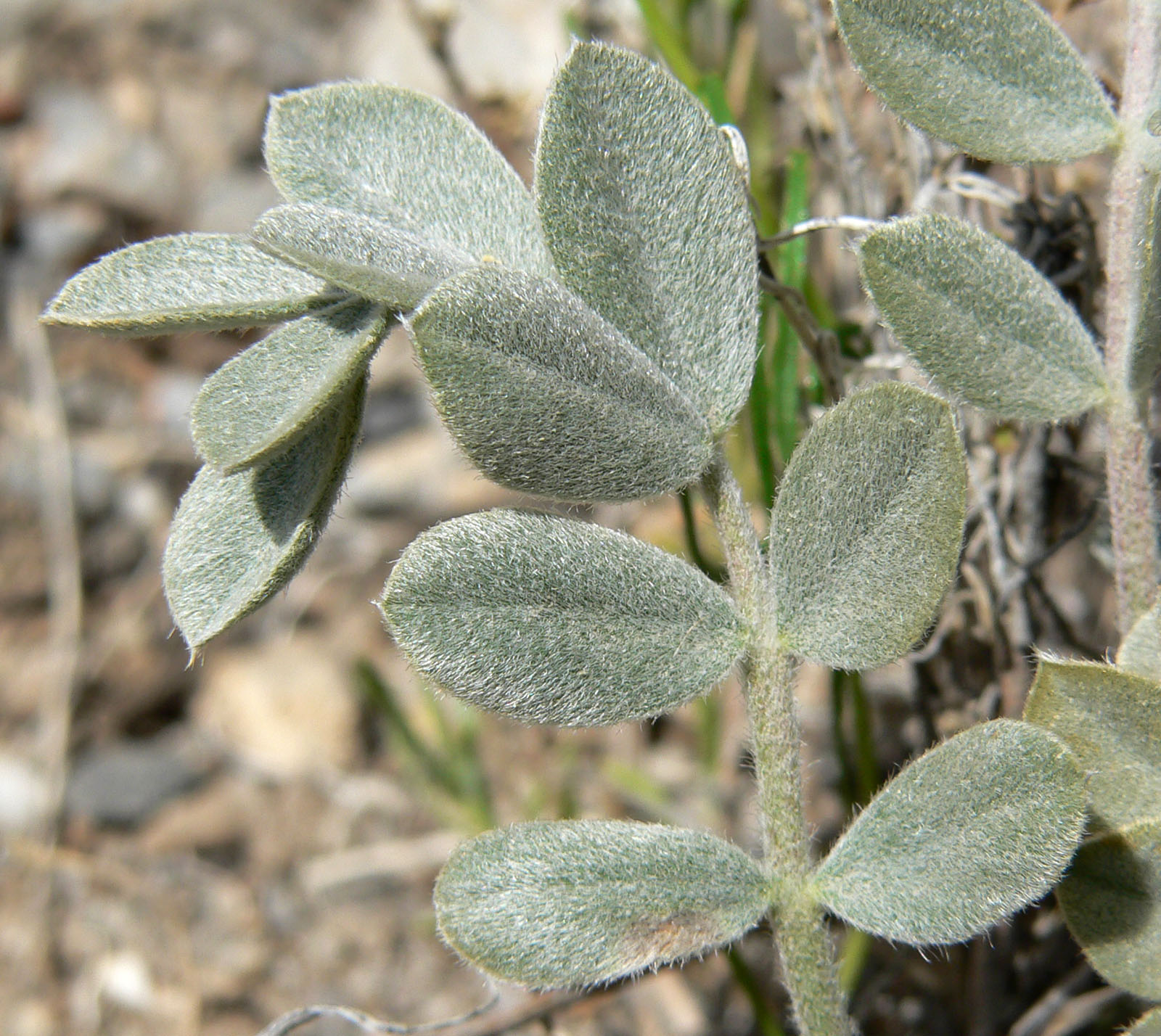
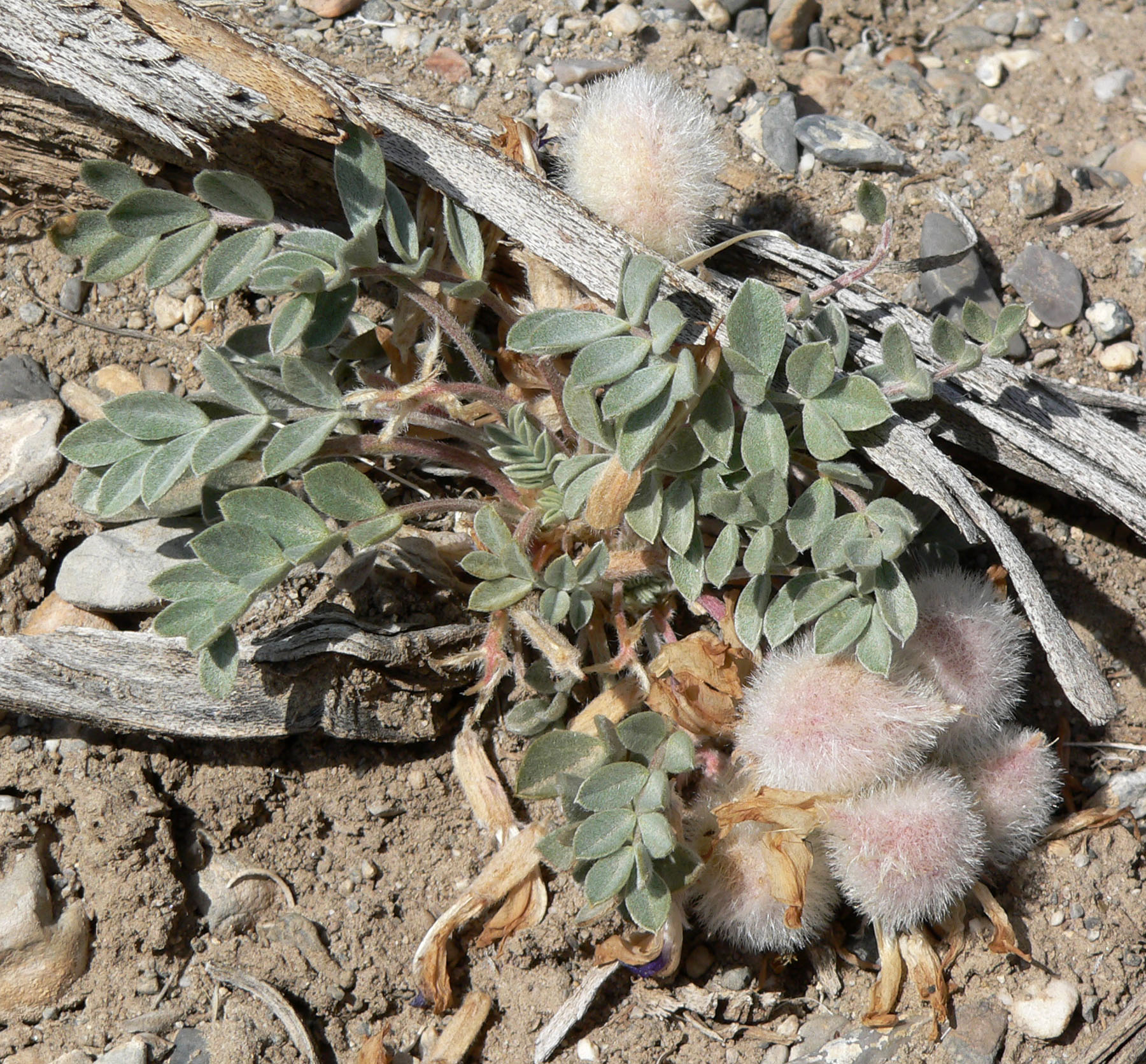